# Косівський розпис (монета)
«Ко́сівський ро́зпис» — пам'ятна монета номіналом 5 гривень, випущена Національним банком України, присвячена косівській кераміці, яка отримала свою назву від міста Косів Івано-Франківської області. Основні елементи косівського розпису — квіти, візерунки, що переходять у геометричний орнамент; птахи та зображення людей у національному гуцульському одязі виконані в особливій гамі переважно зеленого, жовтого та коричневого кольорів.
Монету введено в обіг 15 серпня 2017 року. Вона належить до серії «Українська спадщина».

## Опис монети та характеристики
| Номінал грн. | Метал      | Маса, г | Діаметр, мм | Якість виготовлення       | Гурт     | Тираж, штук                                        |
| ------------ | ---------- | ------- | ----------- | ------------------------- | -------- | -------------------------------------------------- |
| 5            | нейзильбер | 16,54   | 35,0        | спеціальний анциркулейтед | рифлений | 40 000 (у тому числі 20 000 у сувенірній упаковці) |

### Аверс
На аверсі монети розміщено: угорі півколом напис «УКРАЇНА», під яким праворуч — рік карбування монети «2017» та малий Державний Герб України; стилізовану композицію: на дзеркальному тлі в центрі — куманець із розписом, праворуч і ліворуч від якого зображено фігури дівчини та хлопця в національних костюмах — елементи косівських розписів; унизу — півколом номінал — «П'ЯТЬ ГРИВЕНЬ» та логотип Банкнотно-монетного двору Національного банку України (праворуч).

### Реверс
На реверсі монети зображено кольорову (використано тамподрук) тарілку із зображенням півня та півколом розміщено написи: «КОСІВСЬКИЙ РОЗПИС» (угорі), «ТАРІЛКА ПІВНИК» (унизу), праворуч і ліворуч на дзеркальному тлі — стилізовані півники.

20000 монет із загального тиражу було випущено у буклетах
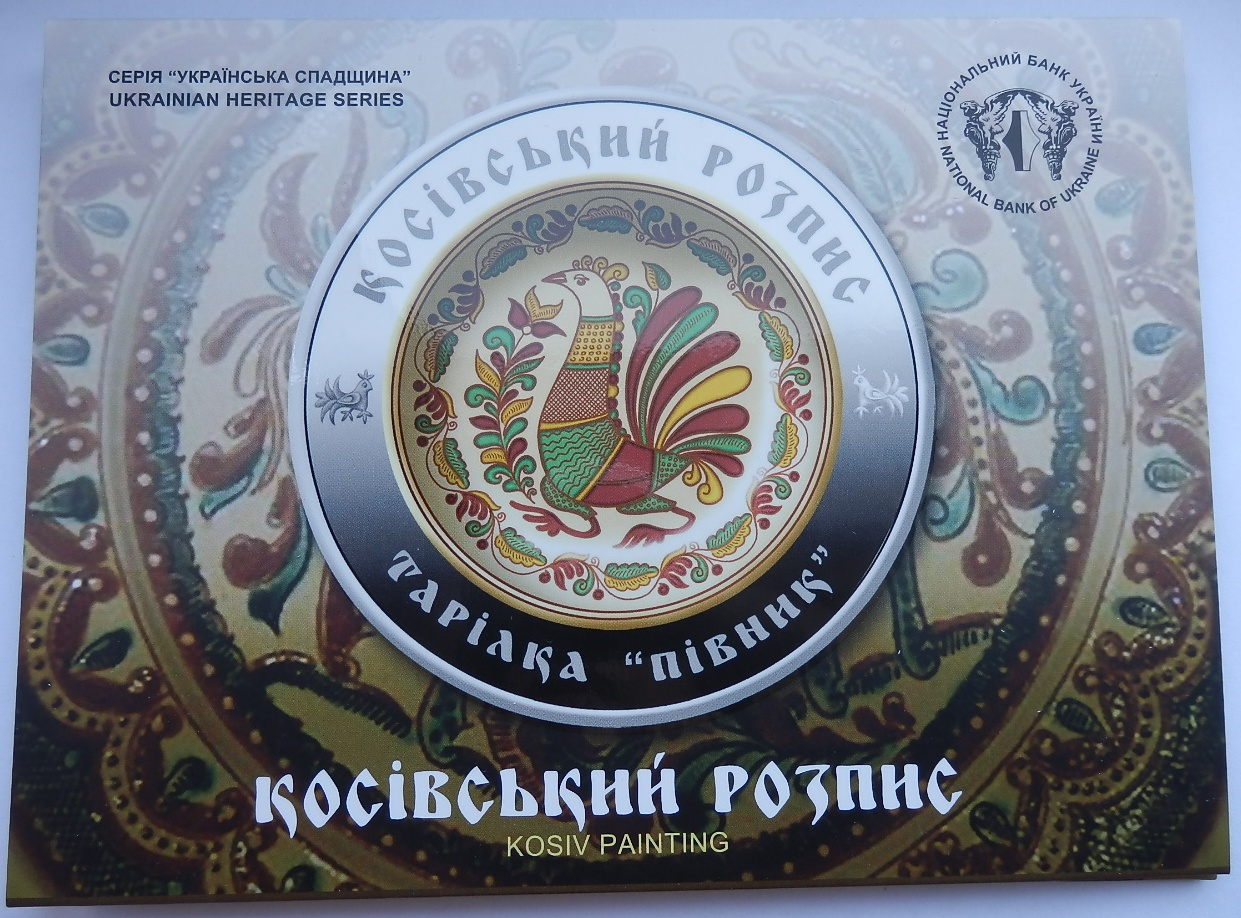
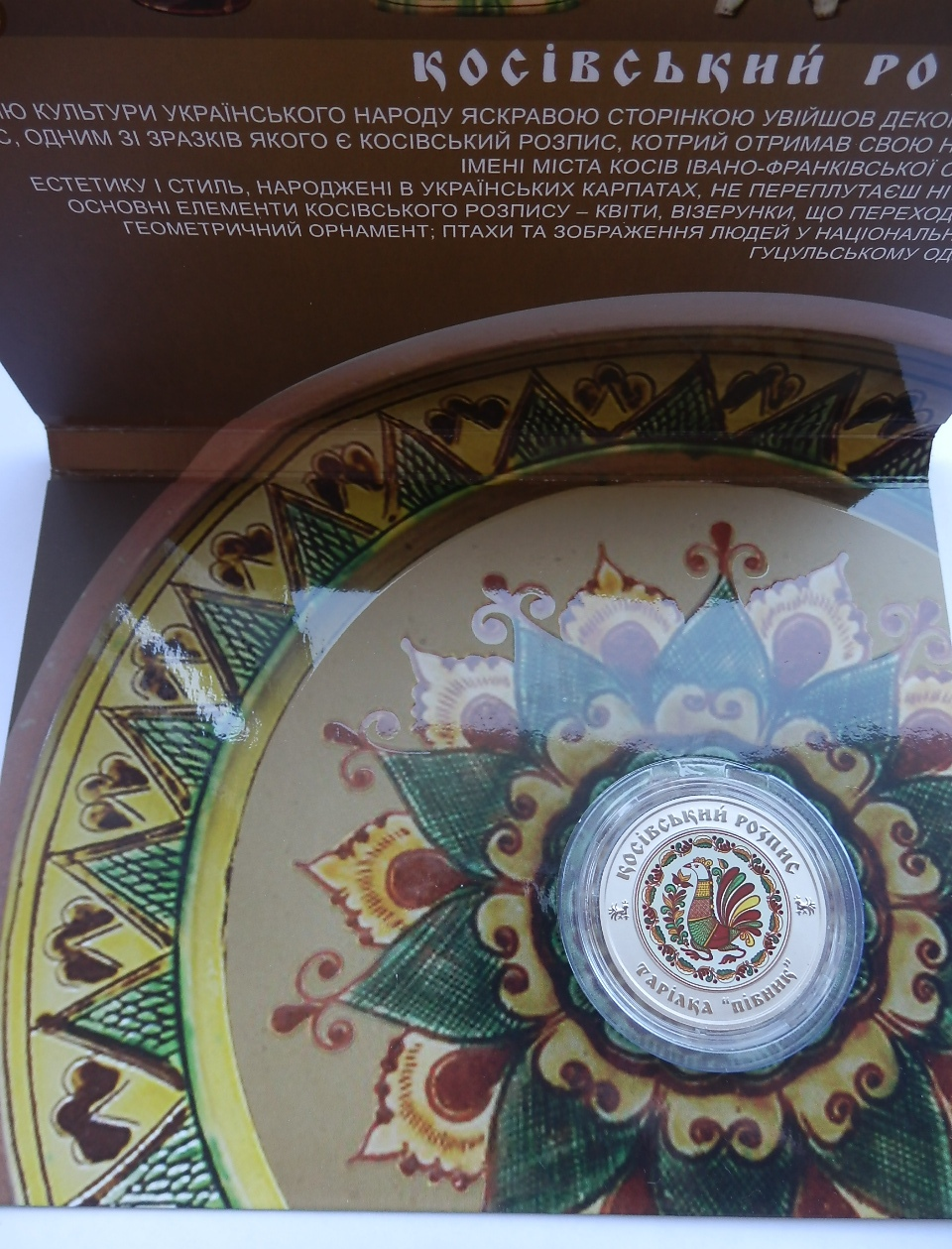
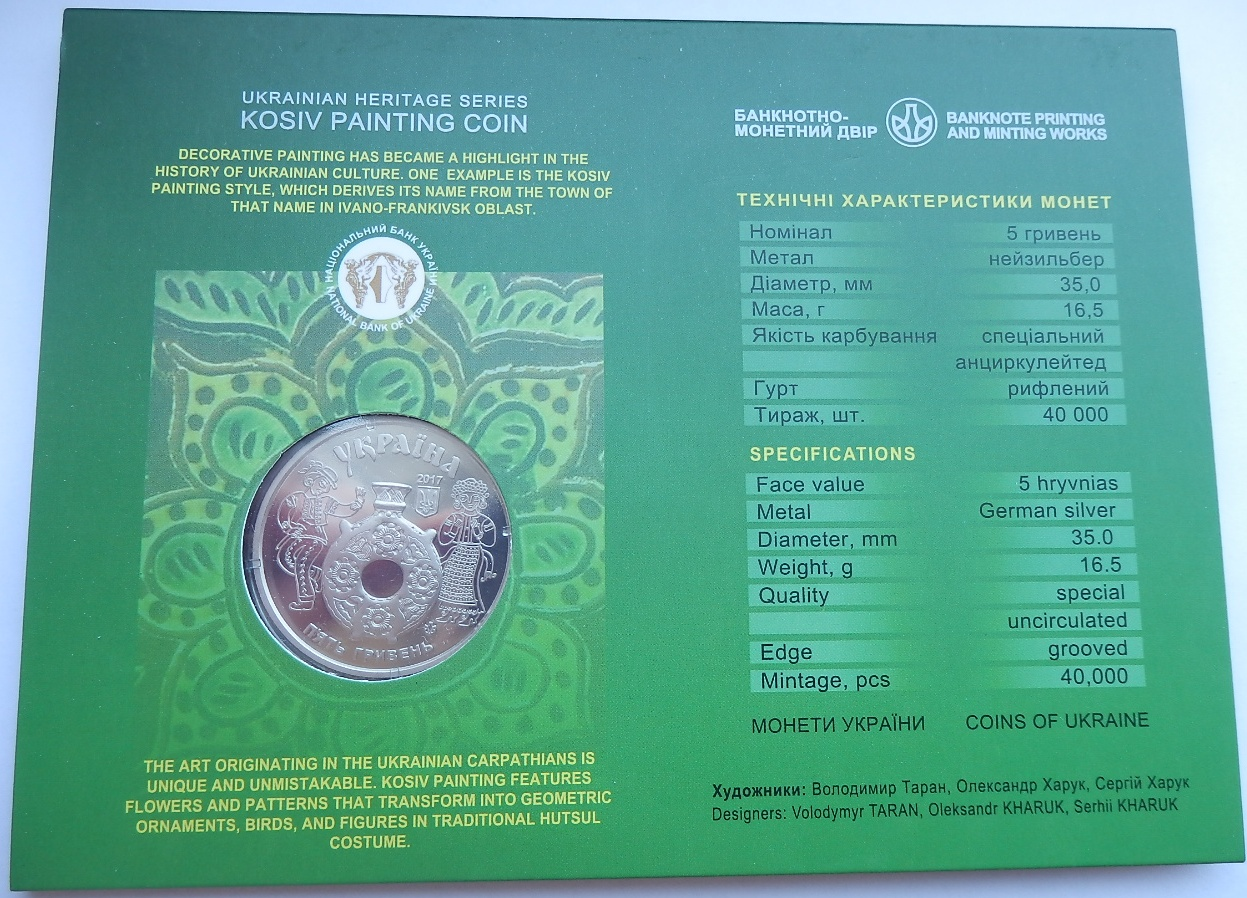

## Автори

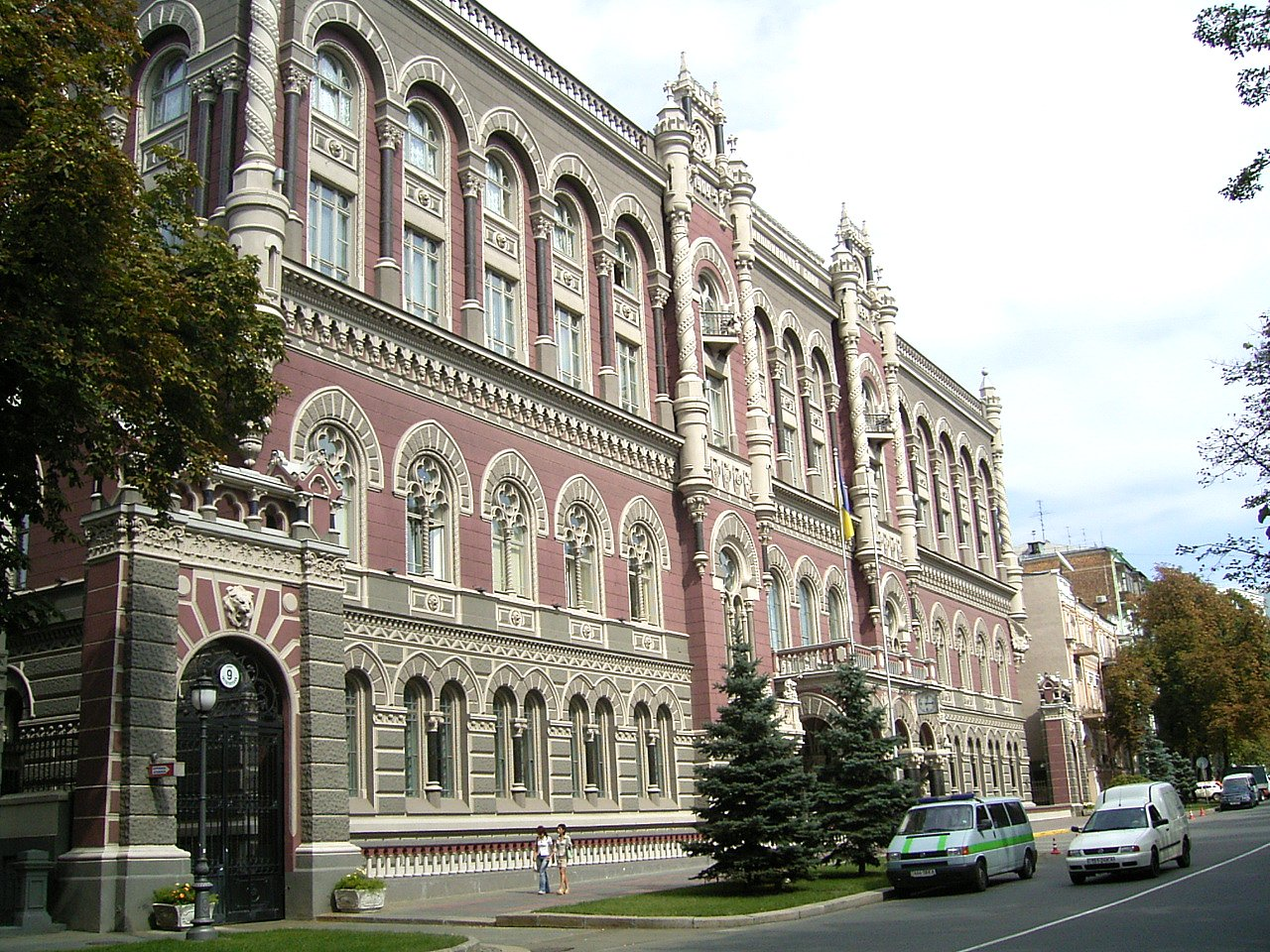
Будівля Національного банку України

- Художники: Таран Володимир, Харук Олександр, Харук Сергій.
- Скульптор — Атаманчук Володимир.

## Вартість монети
Під час введення монети в обіг у 2017 році, Національний банк України реалізовував монету через свої філії за ціною 43 гривні.
Фактична приблизна вартість монети з роками змінювалася так:
| Рік        | 2018 | 2019 | 2020 | 2021 | 2022 | 2023 | 2024  | 2025  |
| ---------- | ---- | ---- | ---- | ---- | ---- | ---- | ----- | ----- |
| Ціна, грн. | 85   | 95   | 105  | 190  | 430  | 630  | 1 340 | 1 340 |